# Béalcourt
Béalcourt est une commune française située dans le département de la Somme en région Hauts-de-France.

## Géographie

### Localisation
Béalcourt est un village picard du Ponthieu, limitrophe du Pas-de-Calais.
À vol d'oiseau, la localité est située à 6 km au sud-est d'Auxi-le-Château, 8 km au nord de Bernaville , 12 km au nord-ouest de Doullens, 27 km au nord-est d'Abbeville, 35 km au nord-ouest d'Amiens et à 45 km au sud-ouest d'Arras.
Le territoire de la commune est limitrophe de ceux de cinq communes.
Les communes limitrophes sont Beauvoir-Wavans, Frohen-sur-Authie, Heuzecourt, Le Meillard et Saint-Acheul.

### Hydrographie

#### Réseau hydrographique
La commune est située dans le bassin Artois-Picardie. Elle est drainée par l'Authie, d'une longueur de 108 km, prend sa source dans la commune de Coigneux et se jette  dans la Manche, son embouchure formant une vaste baie, comprise entre Fort-Mahon-Plage et Berck, typique des estuaires picards, la Ferme Dorion, d'une longueur de 1,39 km, la Ferme Duval et un autre petit cours d'eau.

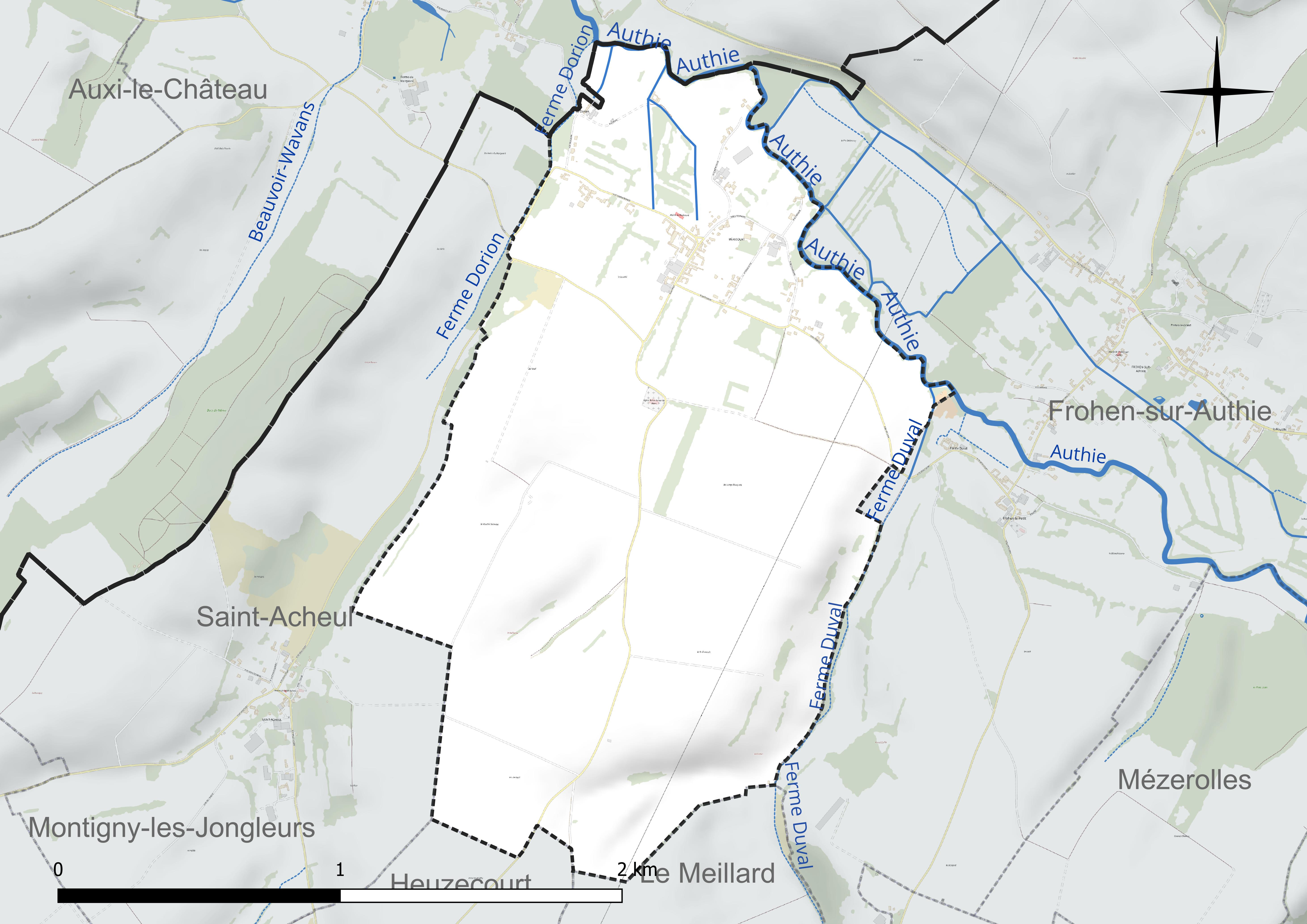
Réseau hydrographique de Béalcourt.

#### Gestion et qualité des eaux
Le territoire communal est couvert par le schéma d'aménagement et de gestion des eaux (SAGE) « Authie ». Ce document de planification concerne un territoire de 1 253 km2 de superficie, délimité par le bassin versant de l'Authie. Le périmètre a été arrêté le 5 août 1999 et le SAGE proprement dit est, en 2024, en cours d'élaboration. La structure porteuse de l'élaboration et de la mise en œuvre est le syndicat mixte Canche Et Authie.
La qualité des cours d'eau peut être consultée sur un site dédié géré par les agences de l'eau et l'Agence française pour la biodiversité.

### Climat
Pour des articles plus généraux, voir Climat des Hauts-de-France et Climat de la Somme.
En 2010, le climat de la commune est de type climat océanique altéré, selon une étude du CNRS s'appuyant sur une série de données couvrant la période 1971-2000. En 2020, Météo-France publie une typologie des climats de la France métropolitaine dans laquelle la commune est exposée à un climat océanique et est dans la région climatique Côtes de la Manche orientale, caractérisée par un faible ensoleillement (1 550 h/an) ; forte humidité de l'air (plus de 20 h/jour avec humidité relative > 80 % en hiver), vents forts fréquents.
Pour la période 1971-2000, la température annuelle moyenne est de 10,4 °C, avec une amplitude thermique annuelle de 13,4 °C. Le cumul annuel moyen de précipitations est de 813 mm, avec 12,6 jours de précipitations en janvier et 8,5 jours en juillet. Pour la période 1991-2020, la température moyenne annuelle observée sur la station météorologique la plus proche, située sur la commune de Bernaville à 8 km à vol d'oiseau, est de 10,4 °C et le cumul annuel moyen de précipitations est de 877,3 mm,. Pour l'avenir, les paramètres climatiques de la commune estimés pour 2050 selon différents scénarios d'émission de gaz à effet de serre sont consultables sur un site dédié publié par Météo-France en novembre 2022.

## Urbanisme

### Typologie
Au 1er janvier 2024, Béalcourt est catégorisée commune rurale à habitat dispersé, selon la nouvelle grille communale de densité à sept niveaux définie par l'Insee en 2022.
Elle est située hors unité urbaine et hors attraction des villes,.

### Occupation des sols
L'occupation des sols de la commune, telle qu'elle ressort de la base de données européenne d'occupation biophysique des sols Corine Land Cover (CLC), est marquée par l'importance des territoires agricoles (100 % en 2018), une proportion identique à celle de 1990 (100 %). La répartition détaillée en 2018 est la suivante : 
terres arables (55,8 %), zones agricoles hétérogènes (30,5 %), prairies (13,7 %). L'évolution de l'occupation des sols de la commune et de ses infrastructures peut être observée sur les différentes représentations cartographiques du territoire : la carte de Cassini (XVIIIe siècle), la carte d'état-major (1820-1866) et les cartes ou photos aériennes de l'IGN pour la période actuelle (1950 à aujourd'hui).

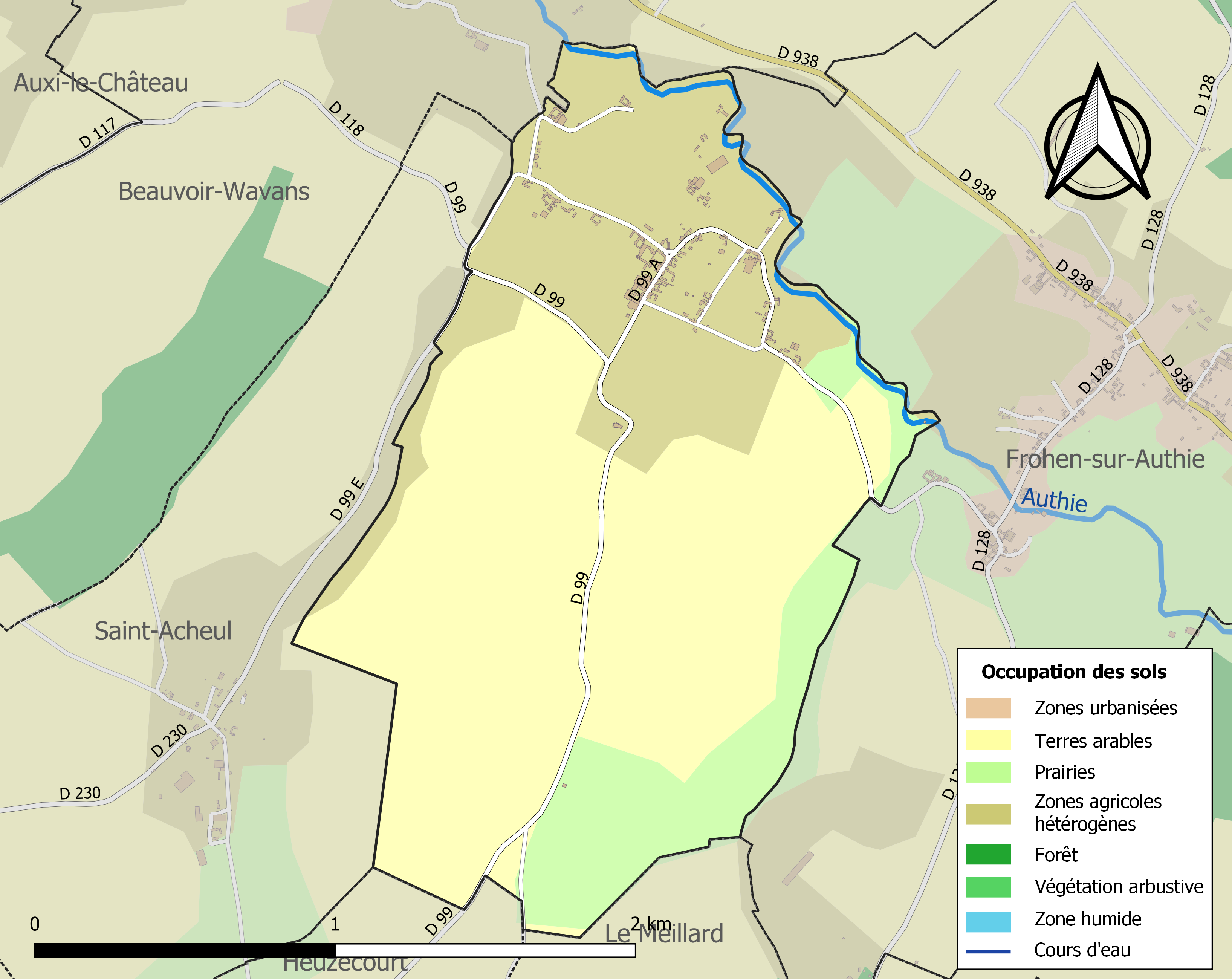
Carte des infrastructures et de l'occupation des sols de la commune en 2018 (CLC).

## Toponymie
Béalcurii est nommé en 1140.
Étymologiquement, le nom du village signifierait : propriété de Béal.

## Histoire
À près d'un kilomètre au sud-est de Béalcourt se trouve une pierre plate d'environ trois mètres de diamètre, reste d'un dolmen déplacé en 1889.

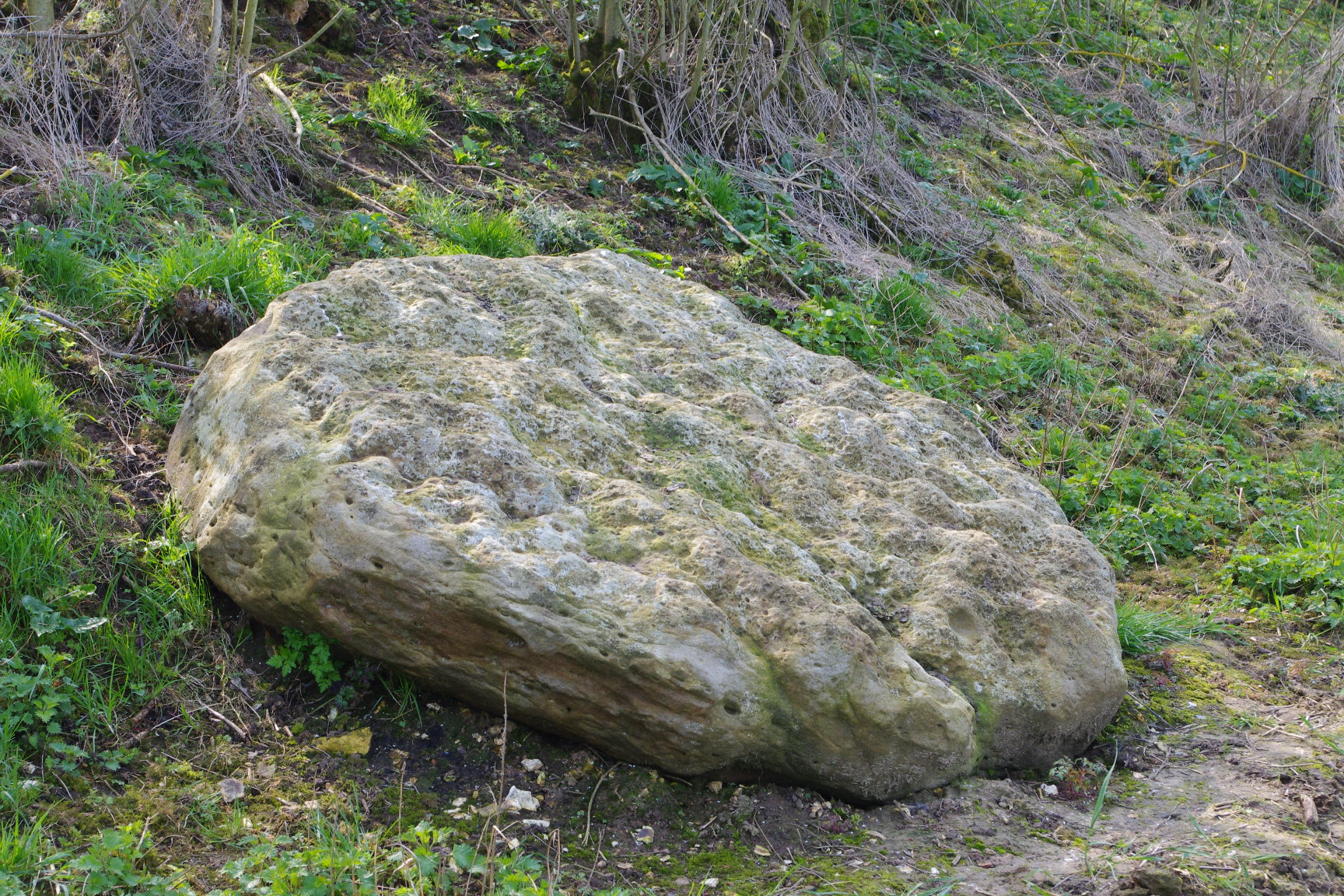
La « table » du dolmen de Valibeau.

## Politique et administration

### Rattachements administratifs et électoraux
Rattachements administratifs
La commune se trouve depuis 1926 dans l'arrondissement d'Amiens du département de la Somme.
Elle faisait partie depuis 1793 du canton de Bernaville. Dans le cadre du redécoupage cantonal de 2014 en France, cette circonscription administrative territoriale a disparu, et le canton n'est plus qu'une circonscription électorale.
Rattachements électoraux
Pour les élections départementales, la commune fait partie depuis 2014 du canton de Doullens
Pour l'élection des députés, elle fait partie de la quatrième circonscription de la Somme.

### Intercommunalité
Béalcourt était membre de la communauté de communes du Bernavillois, un établissement public de coopération intercommunale (EPCI) à fiscalité propre créé fin 1999 et auquel la commune avait transféré un certain nombre de ses compétences, dans les conditions déterminées par le code général des collectivités territoriales.
Dans le cadre des dispositions de la loi portant nouvelle organisation territoriale de la République du 7 août 2015, qui prévoit que les établissements publics de coopération intercommunale (EPCI) à fiscalité propre doivent avoir un minimum de 15 000 habitants, cette intercommunalité a fusionné avec ses voisines pour former, le 1er janvier 2017, la communauté de communes du Territoire Nord Picardie dont est désormais membre la commune.

### Liste des maires
| Période                                  | Période                       | Identité         | Étiquette | Qualité                         |
| ---------------------------------------- | ----------------------------- | ---------------- | --------- | ------------------------------- |
| Les données manquantes sont à compléter. |                               |                  |           |                                 |
| 1912                                     | 1942                          | Adéodat Ravaux   |           |                                 |
| 1942                                     | 1945                          | Hippolyte Ravaux |           |                                 |
| 1945                                     | 1977                          | René Eloi        |           |                                 |
| 1977                                     | 2001                          | Gérard Joly      |           |                                 |
| mars 2001                                | 2008                          | Claude Raffiot   |           |                                 |
| mars 2008                                | En cours (au 2 décembre 2020) | Didier Septier   |           | Réélu pour le mandat 2020-2026, |

### Politique de développement durable
Afin de lutter contre les inondations, l'intercommunalité a fait planter des haies et des fascines, qui réduisent le ruissellement pluvial,  dans diverses communes, dont Béalcourt.

## Population et société

### Démographie
L'évolution du nombre d'habitants est connue à travers les recensements de la population effectués dans la commune depuis 1793. Pour les communes de moins de 10 000 habitants, une enquête de recensement portant sur toute la population est réalisée tous les cinq ans, les populations de référence des années intermédiaires étant quant à elles estimées par interpolation ou extrapolation. Pour la commune, le premier recensement exhaustif entrant dans le cadre du nouveau dispositif a été réalisé en 2007.

En 2022, la commune comptait 119 habitants, en évolution de +15,53 % par rapport à 2016 (Somme : −1,26 %, France hors Mayotte : +2,11 %).
| 1793 | 1800 | 1806 | 1821 | 1831 | 1836 | 1841 | 1846 | 1851 |
| ---- | ---- | ---- | ---- | ---- | ---- | ---- | ---- | ---- |
| 293  | 332  | 314  | 335  | 375  | 373  | 351  | 357  | 341  |

| 1856 | 1861 | 1866 | 1872 | 1876 | 1881 | 1886 | 1891 | 1896 |
| ---- | ---- | ---- | ---- | ---- | ---- | ---- | ---- | ---- |
| 337  | 323  | 306  | 264  | 250  | 216  | 209  | 193  | 195  |

| 1901 | 1906 | 1911 | 1921 | 1926 | 1931 | 1936 | 1946 | 1954 |
| ---- | ---- | ---- | ---- | ---- | ---- | ---- | ---- | ---- |
| 193  | 195  | 184  | 153  | 151  | 151  | 161  | 159  | 179  |

| 1962 | 1968 | 1975 | 1982 | 1990 | 1999 | 2006 | 2007 | 2012 |
| ---- | ---- | ---- | ---- | ---- | ---- | ---- | ---- | ---- |
| 173  | 143  | 138  | 135  | 115  | 105  | 101  | 100  | 100  |

| 2017 | 2022 | - | - | - | - | - | - | - |
| ---- | ---- | - | - | - | - | - | - | - |
| 104  | 119  | - | - | - | - | - | - | - |

### Enseignement
Un regroupement pédagogique concentré (RPC) est mis en place à l'école des Fontaines bleues de Mézerolles depuis 2005. Il associe les communes de Remaisnil, Heuzecourt, Barly, Outrebois, Occoches, Boisbergues, Le Meillard, Béalcourt et Frohen-sur-Authie. Une salle multi-activités est inaugurée en septembre 2019. La communauté de communes gère la compétence scolaire.

## Culture locale et patrimoine

### Lieux et monuments

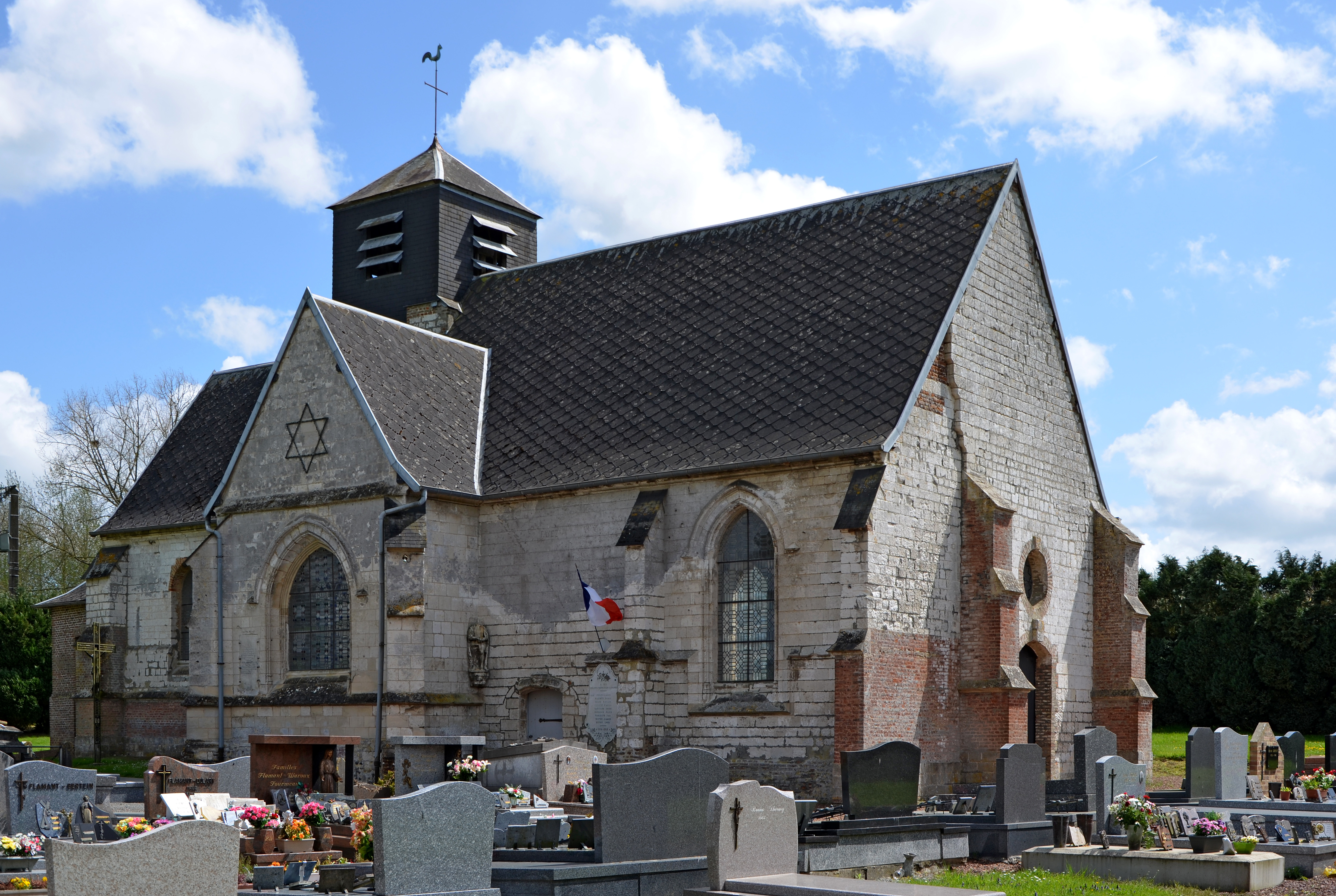
L'église.
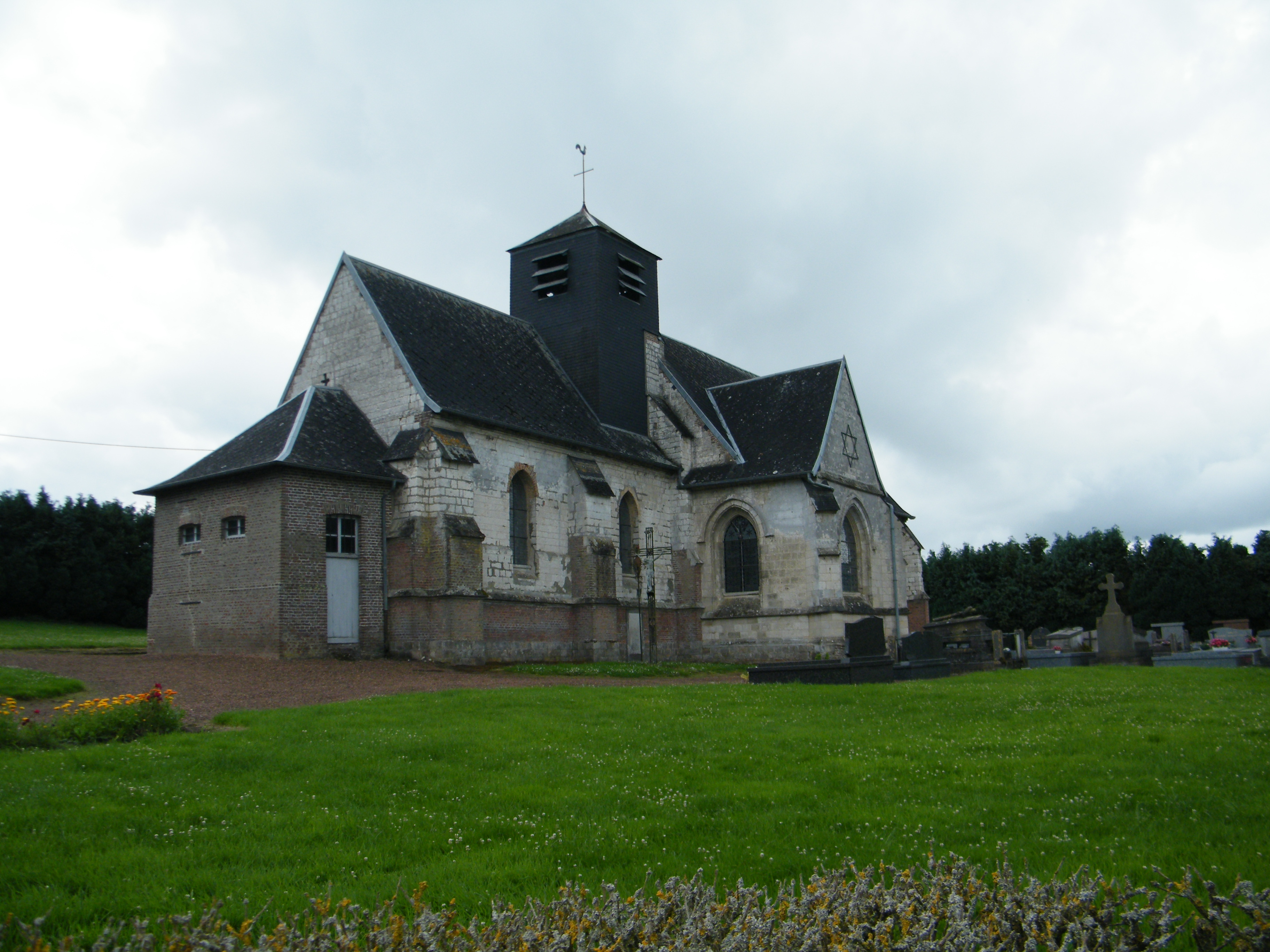
L'église.
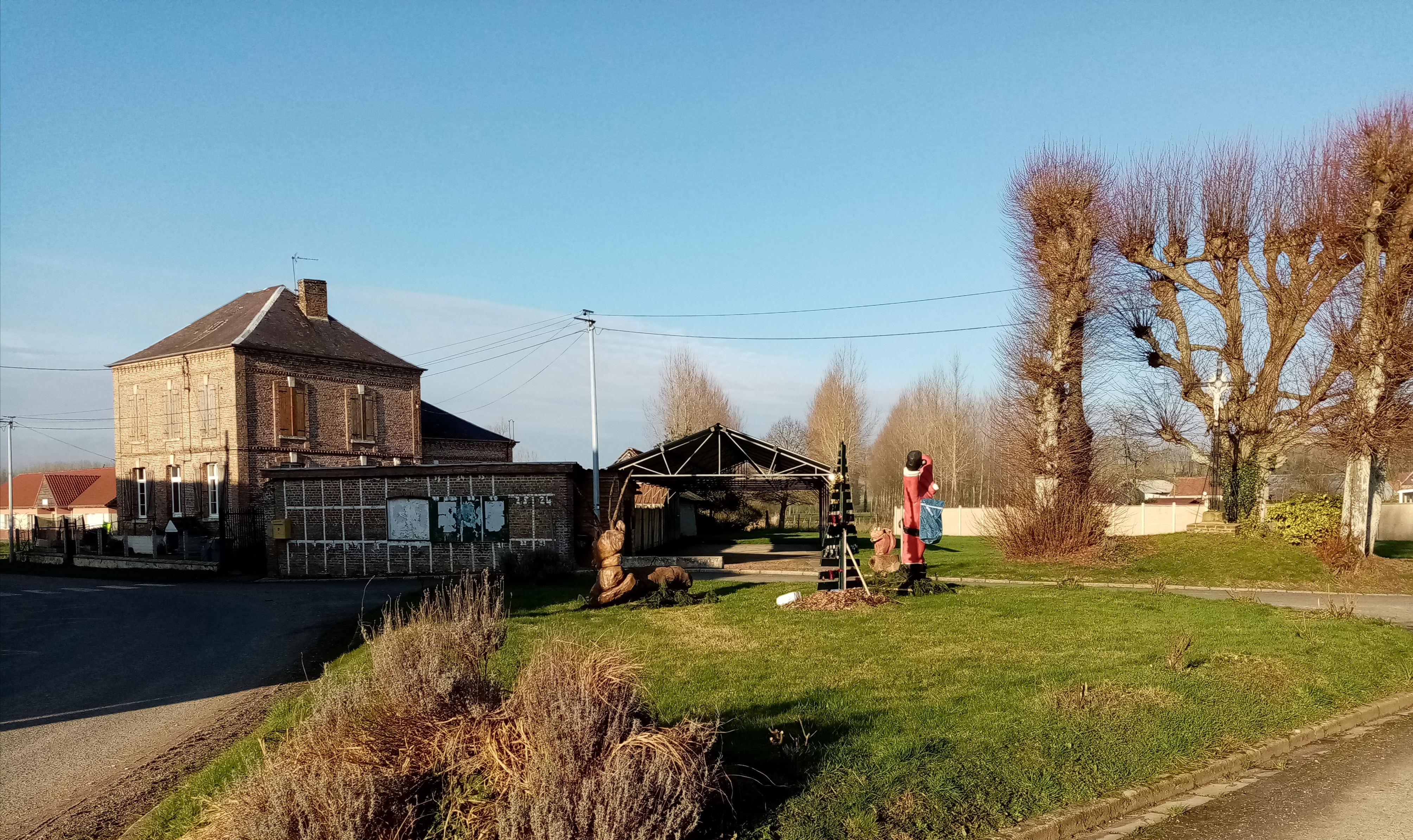
Ancienne mairie-école.

- Vestige du dolmen de Valibeau[33].
- Église Notre-Dame-de-Mons[34],[35].

### Personnalités liées à la commune
En 1507, le fief de Béallières appartenait à Lancelot de Prouville.

### Béalcourt dans les arts
Le 21 août 2014, l'église de Mons-Béalcourt, a servi de lieu de tournage pour quelques scènes de Road Games, un long métrage franco-britannique réalisé par Abner Pastoll et produit par Guillaume Benski, côté français.

### Héraldique
| Blason de Béalcourt | Blason  | Écartelé : aux 1er et 4e de sable à six billettes d'or ordonnées en orle, trois en chef senestre et trois en pointe dextre, aux 2e et 3e d'azur à deux bandes d'or ; à la croix en filet de gueules brochant sur la partition ; à la cotice d'or brochant sur le tout. |
| Blason de Béalcourt | Détails | Le statut officiel du blason reste à déterminer. |
| Blason de Béalcourt | Alias   | D'argent à la fasce de gueules chargée de trois fermaux d'or. |

## Pour approfondir